# Jordan 199
Jordan 199 — гоночный автомобиль команды   Jordan, участвовавший в Чемпионате мира Формулы-1 сезона 1999 года.

## История
Модель 199 стала самой успешной в 15-летней истории команды  Jordan. Две победы, одержанные Френтценом, позволили ей занять третье место в Кубке конструкторов. Сам немец реально сражался за титул Чемпиона мира.
Чемпион мира 1996 года Дэймон Хилл, выступал не так успешно, заработав лишь 7 очков из 61, а в конце года ушёл из гонок.

## Результаты в гонках
| Год  | Шасси      | Двигатель                    | Шины | Пилоты   | 1    | 2    | 3    | 4    | 5    | 6    | 7    | 8   | 9   | 10   | 11  | 12  | 13  | 14   | 15   | 16  | Место | Очки |
| ---- | ---------- | ---------------------------- | ---- | -------- | ---- | ---- | ---- | ---- | ---- | ---- | ---- | --- | --- | ---- | --- | --- | --- | ---- | ---- | --- | ----- | ---- |
| 1999 | Jordan 199 | Mugen-Honda MF-301HD V10 3,0 | B    |          | АВС  | БРА  | САН  | ИСП  | МОН  | КАН  | ФРА  | ВЕЛ | АВТ | ГЕР  | ВЕН | БЕЛ | ИТА | ЕВР  | МАЛ  | ЯПО | 3     | 61   |
| 1999 | Jordan 199 | Mugen-Honda MF-301HD V10 3,0 | B    | Хилл     | Сход | Сход | 4    | Сход | 7    | Сход | Сход | 5   | 8   | Сход | 6   | 6   | 10  | Сход | Сход | ОТК | 3     | 61   |
| 1999 | Jordan 199 | Mugen-Honda MF-301HD V10 3,0 | B    | Френтцен | 2    | 3    | Сход | 4    | Сход | 11   | 1    | 4   | 4   | 3    | 4   | 3   | 1   | Сход | 6    | 4   | 3     | 61   |

| Легенда к таблице |                                                                    |
| --- | ------------------------------------------------------------------ |
| В таблице перечислены результаты всех Гран-при Формулы-1, в которых использовался автомобиль. Строками таблицы являются сезоны, столбцами — этапы чемпионата мира. В каждой клетке указаны сокращённое название этапа и результат, дополнительно обозначенный цветом. Расшифровка обозначений и цветов представлена в нижеследующей таблице. |                                                                    |
| \| Пример \| Описание \| \| ------------ \| ------------------------------------------------------------------ \| \| 1 \| Победитель \| \| 2 \| Второе место \| \| 3 \| Третье место \| \| 5 \| Финишировал, заработав очки \| \| Сход \| Не финишировал, но при этом заработал очки \| \| 12 \| Финишировал, не получив очков \| \| НКЛ \| Финишировал, но не попал в финальную классификацию \| \| 15 \| Участвовал вне зачёта, либо по отдельной классификации \| \| 18 \| Не финишировал, но попал в финальную классификацию \| \| Сход \| Не финишировал \| \| НКВ \| Не прошёл квалификацию \| \| НПКВ \| Не прошёл предквалификацию \| \| ДСК \| Дисквалифицирован \| \| ИСК \| Исключён из протокола соревнований \| \| ТТ \| Заявлен для участия только в тренировках \| \| НС \| Участвовал в квалификации, но не стартовал в гонке \| \| Т \| Травмирован или болен \| \| ОТК \| Отказ от участия \| \| НТР \| Прибыл на соревнования, но на трассу не выезжал \| \| НПР \| Был заявлен в числе участников, но не прибыл к началу соревнований \| \| О \| Соревнования отменены \| \| \| Не участвовал \| \| Поул-позиция \| \| \| Быстрый круг \| \| |                                                                    |
| Пример | Описание                                                           |
| 1 | Победитель                                                         |
| 2 | Второе место                                                       |
| 3 | Третье место                                                       |
| 5 | Финишировал, заработав очки                                        |
| Сход | Не финишировал, но при этом заработал очки                         |
| 12 | Финишировал, не получив очков                                      |
| НКЛ | Финишировал, но не попал в финальную классификацию                 |
| 15 | Участвовал вне зачёта, либо по отдельной классификации             |
| 18 | Не финишировал, но попал в финальную классификацию                 |
| Сход | Не финишировал                                                     |
| НКВ | Не прошёл квалификацию                                             |
| НПКВ | Не прошёл предквалификацию                                         |
| ДСК | Дисквалифицирован                                                  |
| ИСК | Исключён из протокола соревнований                                 |
| ТТ | Заявлен для участия только в тренировках                           |
| НС | Участвовал в квалификации, но не стартовал в гонке                 |
| Т | Травмирован или болен                                              |
| ОТК | Отказ от участия                                                   |
| НТР | Прибыл на соревнования, но на трассу не выезжал                    |
| НПР | Был заявлен в числе участников, но не прибыл к началу соревнований |
| О | Соревнования отменены                                              |
| | Не участвовал                                                      |
| Поул-позиция |                                                                    |
| Быстрый круг |                                                                    |